# Doo-Wops & Hooligans Tour
Turneul Doo-Wops & Hooligans al lui Bruno Mars, a început pe 16 noiembrie 2010 în San Francisco, California și a durat timp de un an, terminându-se în Hawaii. Rapperul din Atlanta, Donnis, a cântat în deschiderea concertelor din Statele Unite, cu excepția celui din San Diego, interpretând piese din EP-ul său Fashionably Late. Un al doilea tur s-a ținut în Europa, un al treilea în Asia, și un al patrulea în Australia. Datele spectacolelor sunt presentate mai jos. Un al doilea turneu, o colaborare cu cântăreața Janelle Monáe, intitulat Hooligans in Wondaland, a fost anunțat pentruîn februarie 2011 și va avea loc în America de Nord din mai până în iunie 2011.

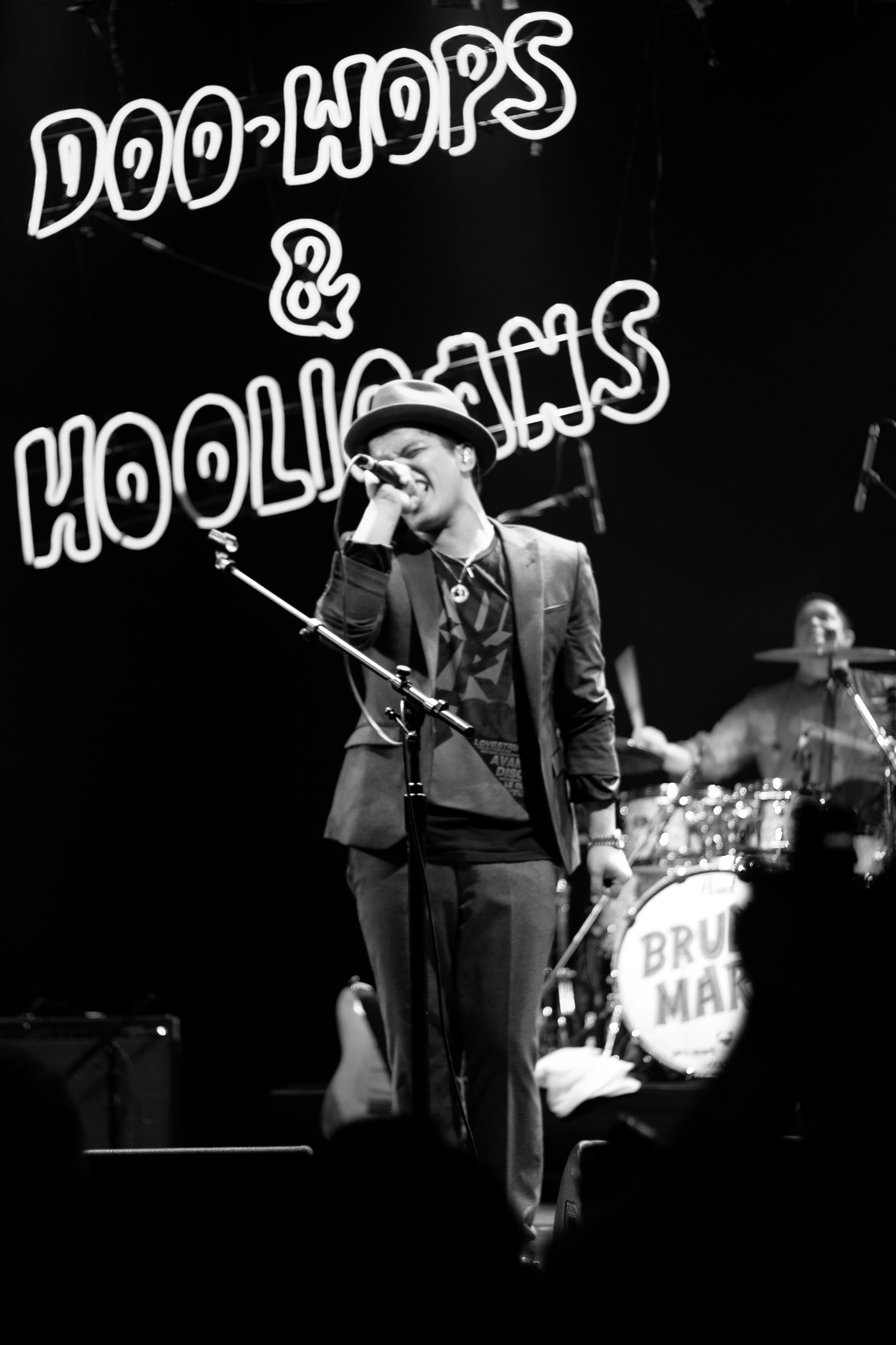
Mars concertând în Houston, Texas.

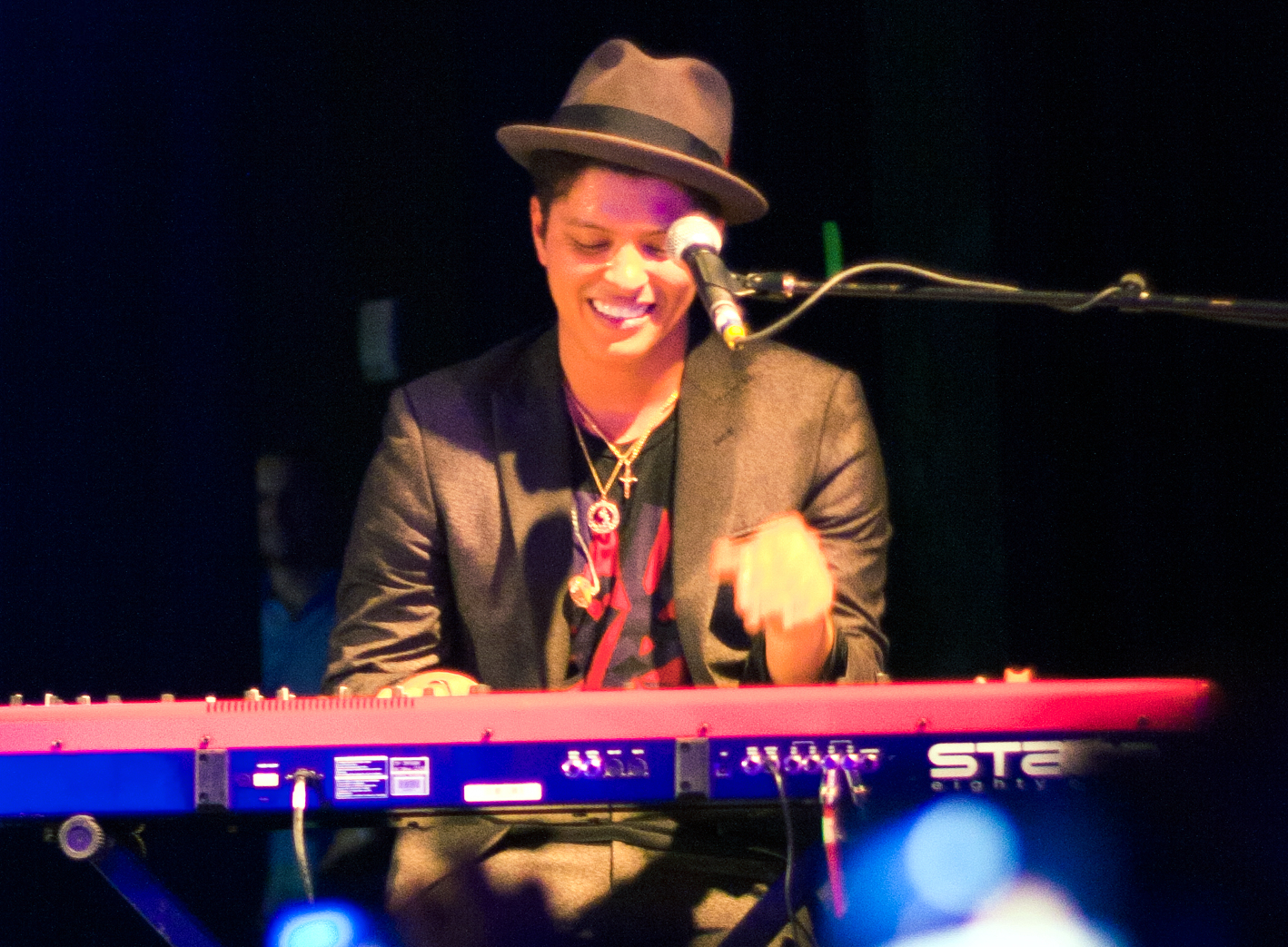
Mars concertând în Houston, Texas.

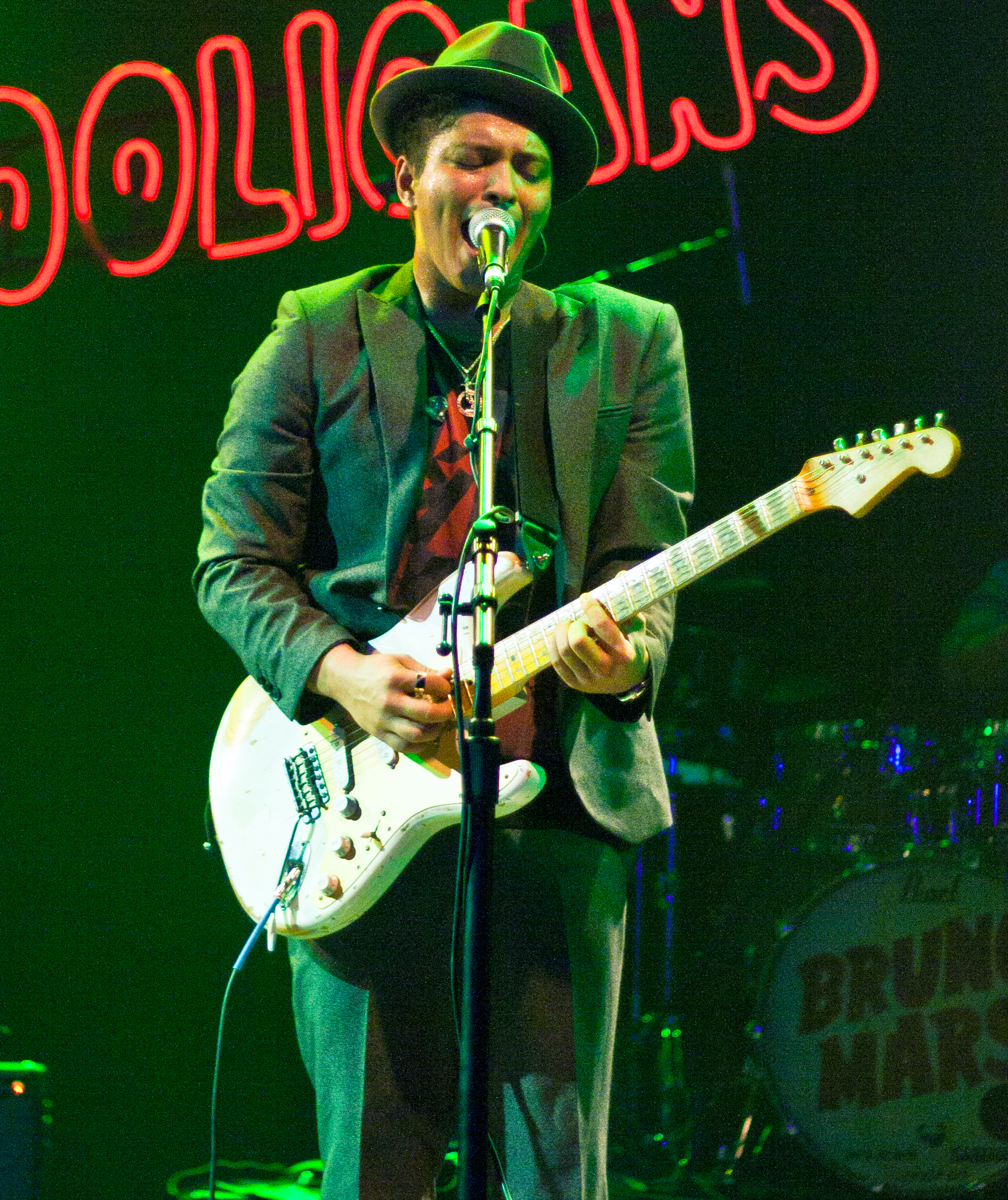
Mars concertând în Houston, Texas.

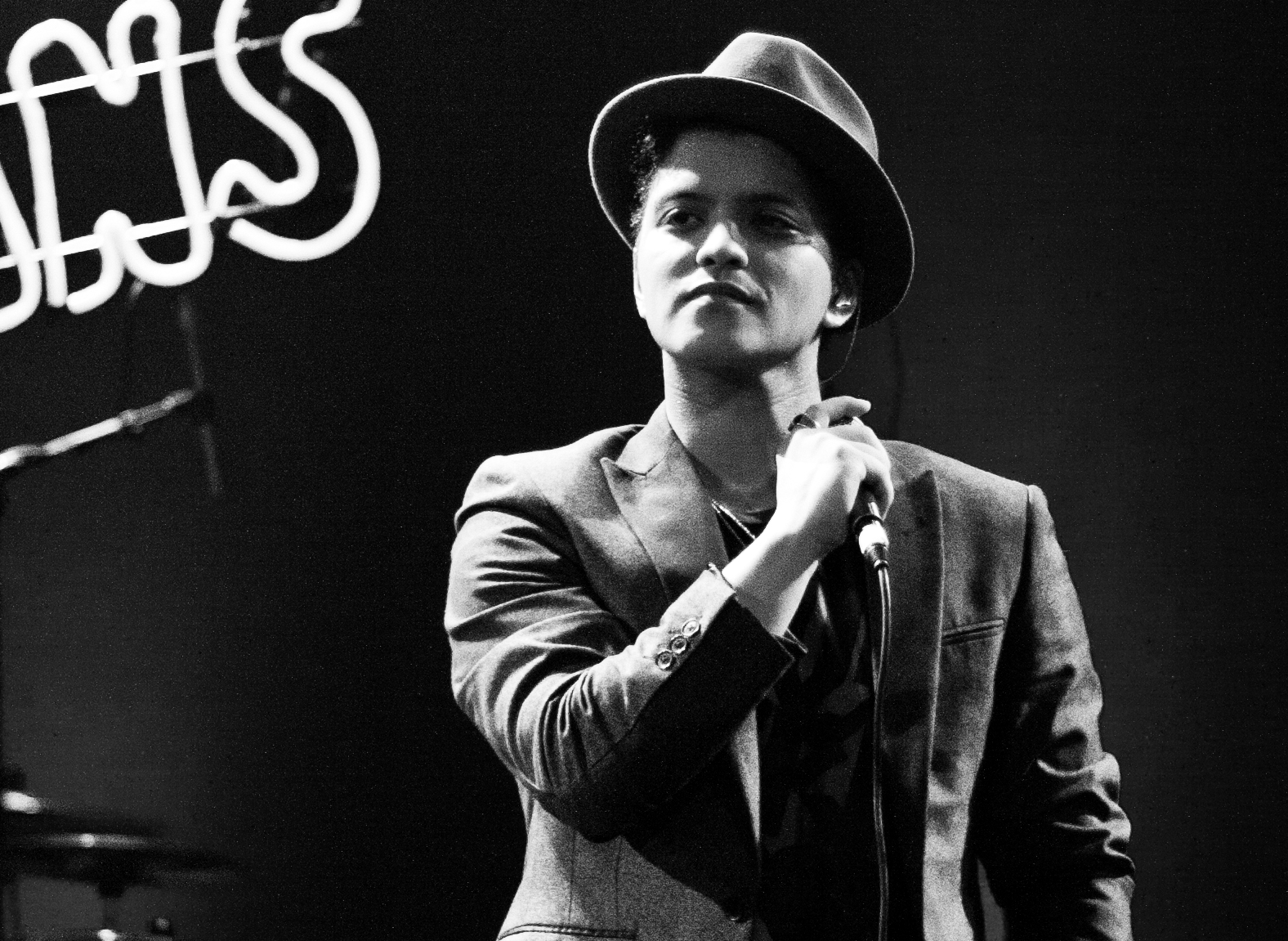
Mars concertând în Houston, Texas.

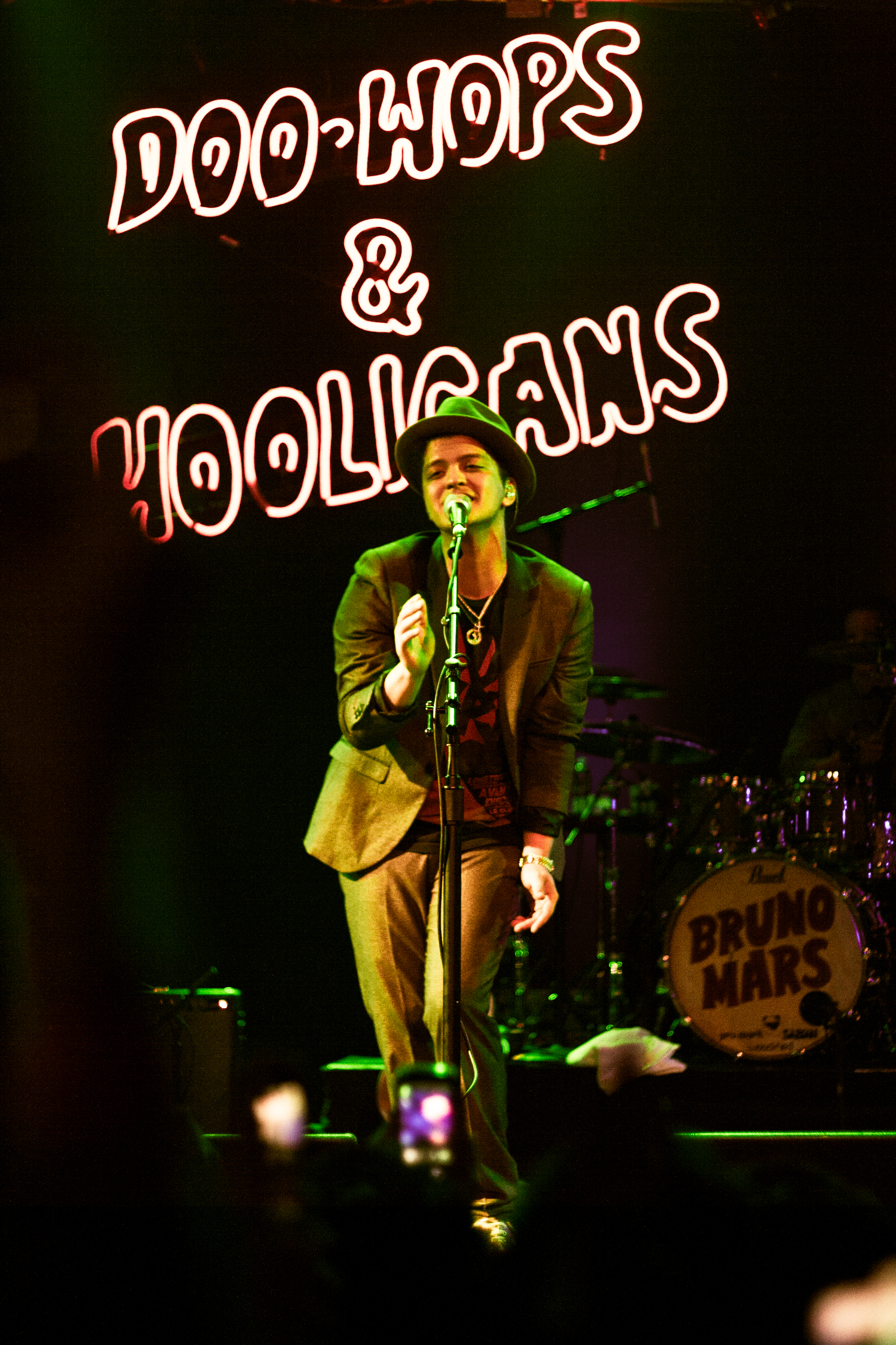
Mars concertând în Houston, Texas.

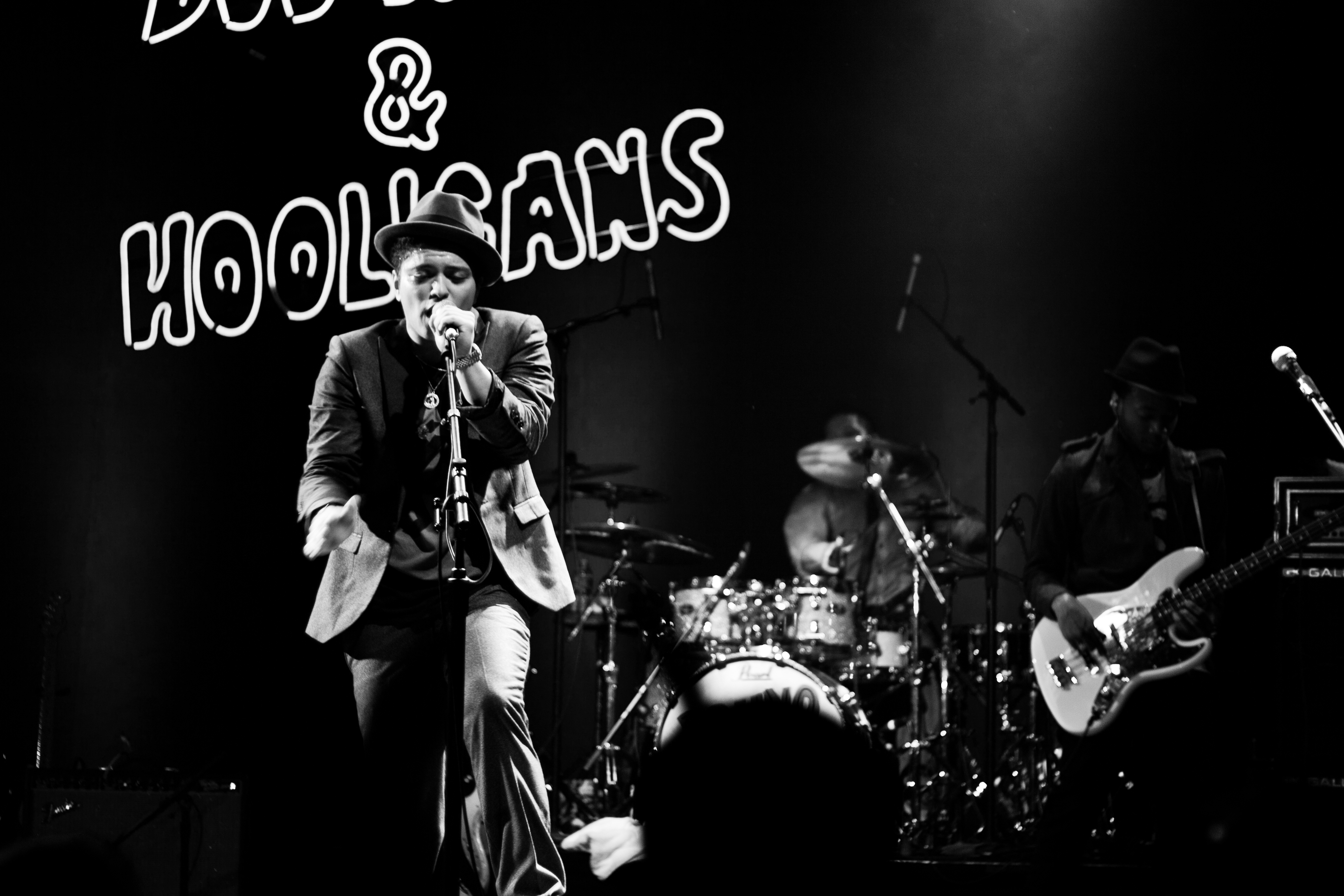
Mars concertând în Houston, Texas.

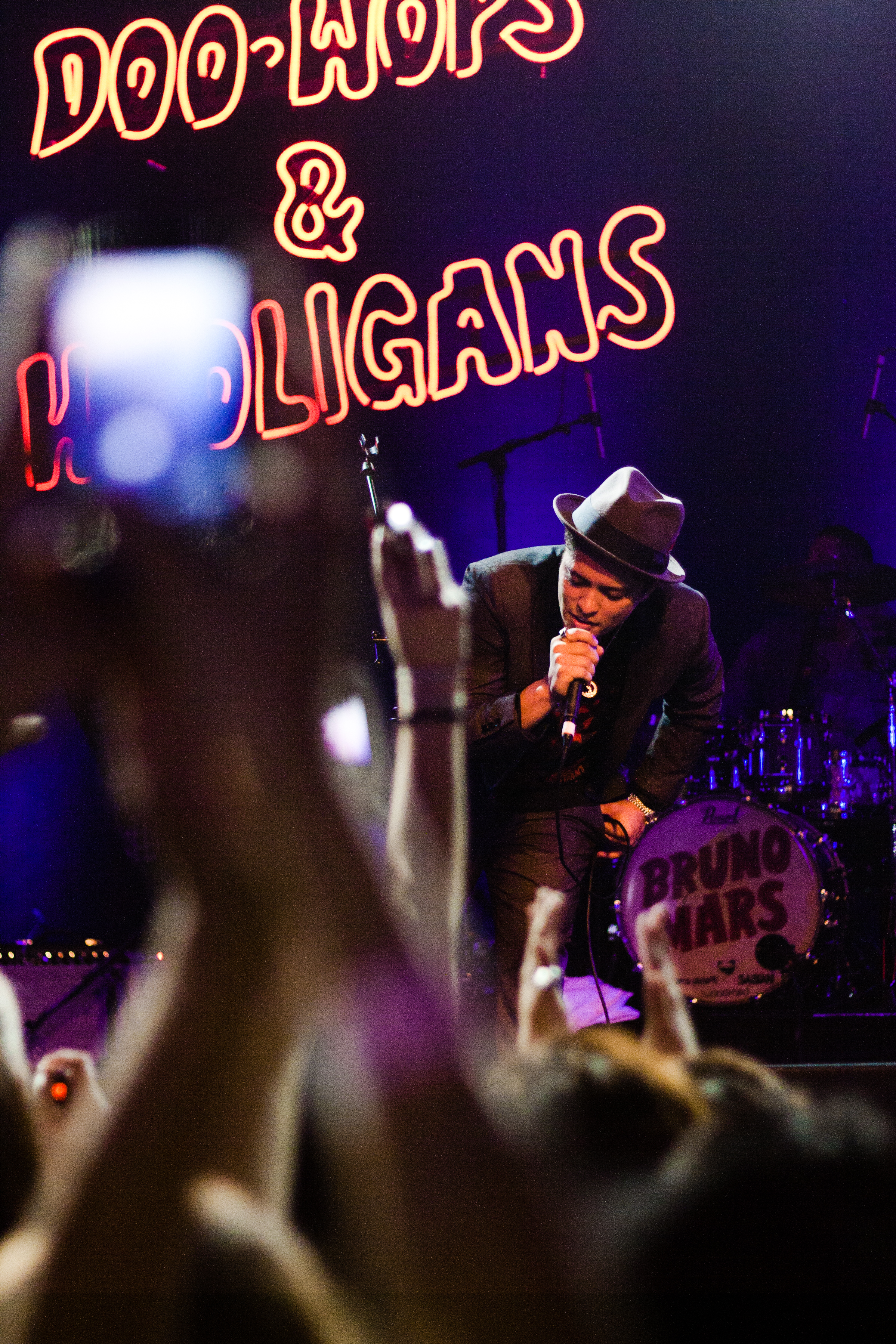
Mars concertând în Houston, Texas.

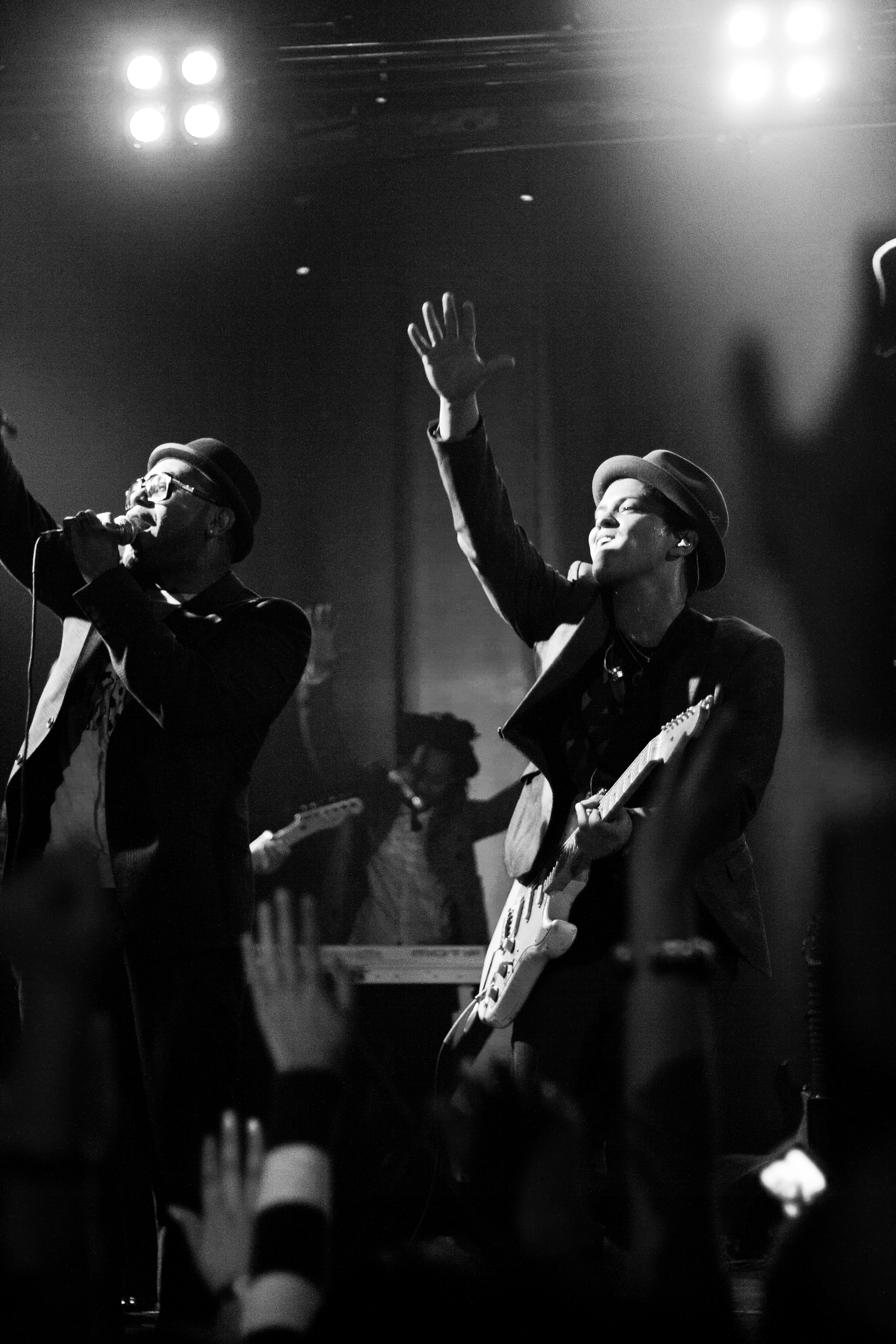
Mars concertând în Houston, Texas.

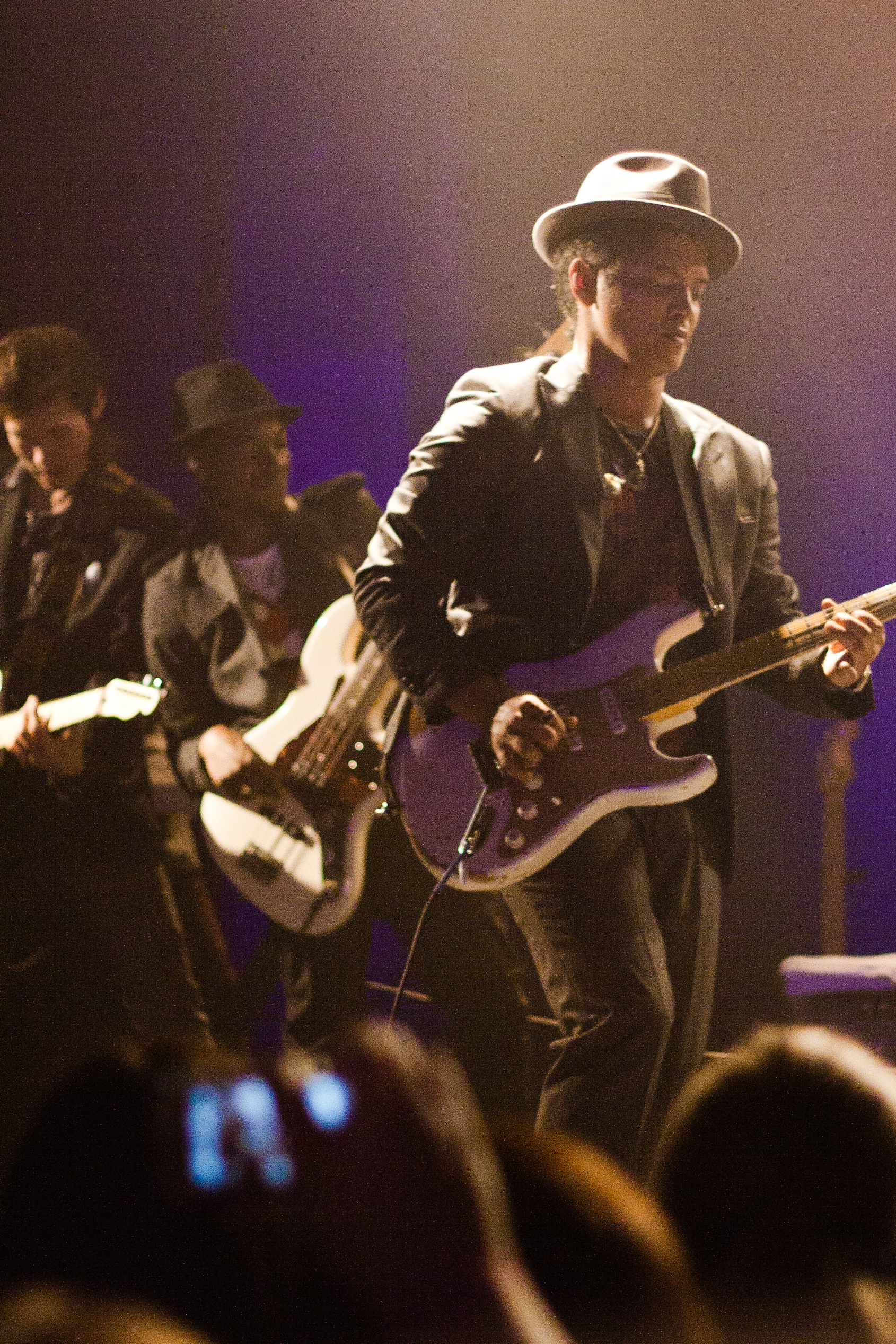
Mars concertând în Houston, Texas.

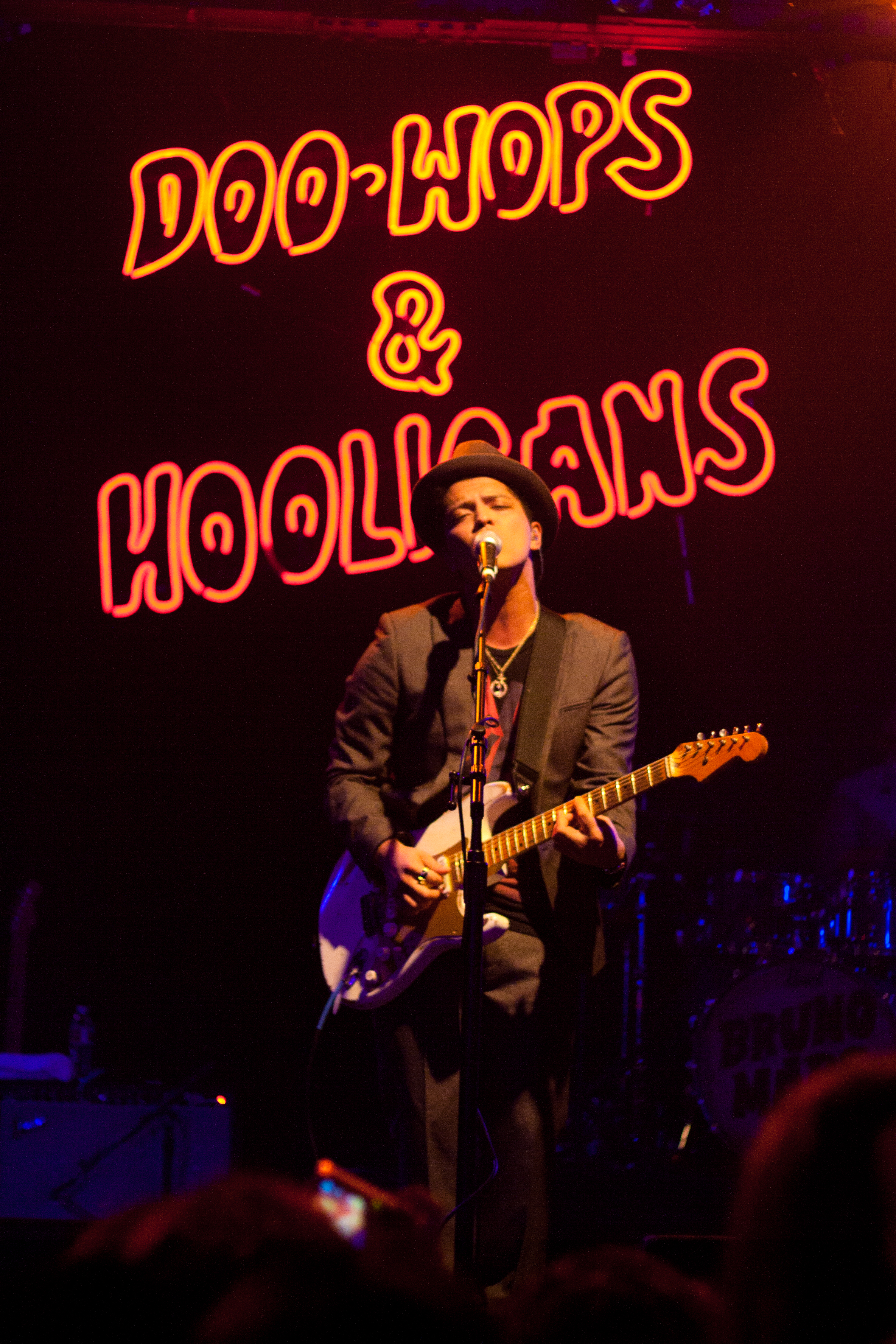
Mars concertând în Houston, Texas.

## Programul concertelor
| Data               | Orașul                  | Țara           | Localul                                   |
| ------------------ | ----------------------- | -------------- | ----------------------------------------- |
| America de Nord    |                         |                |                                           |
| 16 noiembrie 2010  | San Francisco           | Statele Unite  | Slim's                                    |
| 19 noiembrie 2010  | San Diego               | Statele Unite  | Price Center                              |
| 20 noiembrie 2010  | Scottsdale              | Statele Unite  | Martini Ranch                             |
| 23 noiembrie 2010  | Dallas                  | Statele Unite  | The Loft                                  |
| 24 noiembrie 2010  | Houston                 | Statele Unite  | Warehouse Live                            |
| 26 noiembrie 2010  | Sauget                  | Statele Unite  | Pop's                                     |
| 27 noiembrie 2010  | Chicago                 | Statele Unite  | Bottom Lounge                             |
| 28 noiembrie 2010  | Cleveland Heights       | Statele Unite  | Grog Shop                                 |
| 30 noiembrie 2010  | Boston                  | Statele Unite  | Paradise Rock Club                        |
| 19 decembrie 2010  | Honolulu                | Statele Unite  | Neal S. Blaisdell Arena                   |
| 21 decembrie 2010  | Kahului                 | Statele Unite  | Maui Arts & Cultural Center               |
| Europa             |                         |                |                                           |
| 24 ianuarie 2011   | Londra                  | Marea Britanie | Café de Paris                             |
| 3 martie 2011      | Berlin                  | Germania       | Postbahnhof                               |
| 5 martie 2011      | Paris                   | Franța         | La Cigale                                 |
| 6 martie 2011      | Amsterdam               | Olanda         | Paradiso                                  |
| 7 martie 2011      | Stuttgart               | Germania       | Rohre                                     |
| 9 martie 2011      | Dublin                  | Irlanda        | Olympia Theatre                           |
| 10 martie 2011     | Manchester              | Marea Britanie | Manchester Club Academy                   |
| 11 martie 2011     | Glasgow                 | Marea Britanie | O2 ABC Glasgow                            |
| 13 martie 2011     | Londra                  | Marea Britanie | Koko                                      |
| 14 martie 2011     | Londra                  | Marea Britanie | Koko                                      |
| 15 martie 2011     | Birmingham              | Marea Britanie | HMV Institute                             |
| 17 martie 2011     | Köln                    | Germania       | Gloria                                    |
| 18 martie 2011     | München                 | Germania       | Theaterfabrik                             |
| 20 martie 2011     | Hamburg                 | Germania       | Übel & Gefährlich                         |
| 23 martie 2011     | Copenhaga               | Danemarca      | Store Vega                                |
| Asia               |                         |                |                                           |
| 5 aprilie 2011     | Jakarta                 | Indonezia      | Istora Senayan                            |
| 7 aprilie 2011     | Cebu                    | Filipine       | Waterfront Hotel                          |
| 8 aprilie 2011     | Quezon City             | Filipine       | Araneta Coliseum                          |
| 10 aprilie 2011    | Kuala Lumpur            | Malaezia       | Putra World Trade Center                  |
| Oceania            |                         |                |                                           |
| 12 aprilie 2011    | Perth                   | Australia      | Astor Theatre                             |
| 14 aprilie 2011    | Sydney                  | Australia      | Luna Park                                 |
| 15 aprilie 2011    | Adelaide                | Australia      | Thebarton Theatre                         |
| 16 aprilie 2011    | Melbourne               | Australia      | Festival Hall                             |
| 18 aprilie 2011    | Auckland                | Noua Zeelandă  | Vector Arena                              |
| America de Nord    |                         |                |                                           |
| 1 mai 2011         | East Rutherford         | Statele Unite  | New Meadowlands Stadium                   |
| 4 mai 2011         | New York City           | Statele Unite  | Roseland Ballroom                         |
| 6 mai 2011         | Stony Brook University  | Statele Unite  | Stony Brook University Arena              |
| 7 mai 2011         | Camden                  | Statele Unite  | Susquehanna Bank Center                   |
| 8 mai 2011         | Boston                  | Statele Unite  | Agganis Arena                             |
| 10 mai 2011        | Atlanta                 | Statele Unite  | Fox Theatre                               |
| 11 mai 2011        | Miami Beach             | Statele Unite  | Miami Beach Convention Center             |
| 17 mai 2011        | Grand Prairie           | Statele Unite  | [Verizon Theatre                          |
| 18 mai 2011        | Houston                 | Statele Unite  | Reliant Arena                             |
| 20 mai 2011        | Montgomery              | Statele Unite  | Jubilee CityFest                          |
| 21 mai 2011        | Baltimore               | Statele Unite  | Preakness InfieldFest                     |
| 22 mai 2011        | Windsor, Ontario        | Statele Unite  | Caesars Windsor                           |
| 24 mai 2011        | Milwaukee               | Statele Unite  | [[Eagles Ballroom                         |
| 25 mai 2011        | St. Paul                | Statele Unite  | Roy Wilkins Auditorium                    |
| 27 mai 2011        | Chicago                 | Statele Unite  | [Aragon Ballroom                          |
| 28 mai 2011        | Kansas City             | Statele Unite  | Uptown Theater                            |
| 29 mai 2011        | Broomfield              | Statele Unite  | 1stBank Center                            |
| 30 mai 2011        | Orem                    | Statele Unite  | UCCU Center                               |
| 2 iunie 2011       | Seattle                 | Statele Unite  | Qwest Field                               |
| 3 iunie 2011       | Vancouver               | Canada         | Rogers Arena                              |
| 4 iunie 2011       | Portland                | Statele Unite  | Theatre of the Clouds                     |
| 7 iunie 2011       | Reno                    | Statele Unite  | [Grand Sierra Resort & Casino             |
| 8 iunie 2011       | San Francisco           | Statele Unite  | Bill Graham Civic Auditorium              |
| 11 iunie 2011      | Del Mar                 | Statele Unite  | San Diego County Fair                     |
| 12 iunie 2011      | Universal City          | Statele Unite  | Gibson Amphitheatre                       |
| 14 iunie 2011      | Universal City          | Statele Unite  | Gibson Amphitheatre                       |
| 15 iunie 2011      | Phoenix                 | Statele Unite  | Comerica Theatre                          |
| 16 iunie 2011      | Las Vegas               | Statele Unite  | The Pearl Theatre                         |
| Europa             |                         |                |                                           |
| 1 iulie 2011       | Londra                  | Marea Britanie | Hyde Park                                 |
| 5 iulie 2011       | Amsterdam               | Olanda         | Heineken Music Hall                       |
| 6 iulie 2011       | Paris                   | Franța         | Paris Olympia                             |
| 9 iulie 2011       | Punchestown             | Irlanda        | Oxegen                                    |
| 10 iulie 2011      | Kinross                 | Marea Britanie | T in the Park                             |
| 16 august 2011     | Londra                  | Marea Britanie | HMV Hammersmith Apollo                    |
| 17 august 2011     | Londra                  | Marea Britanie | HMV Hammersmith Apollo                    |
| 18 august 2011     | Birmingham              | Marea Britanie | O2 Academy Birmingham                     |
| 20 august 2011     | Chelmsford              | Marea Britanie | V Festival                                |
| 21 august 2011     | Staffordshire           | Marea Britanie | V Festival                                |
| America de Nord    |                         |                |                                           |
| 30 august 2011     | Allentown, Pennsylvania | Statele Unite  | The Great Allentown Fair                  |
| 31 august 2011     | New York                | Statele Unite  | New York State Fair                       |
| 1 septembrie 2011  | Essex Junction, Vermont | Statele Unite  | Champlain Valley Exposition               |
| Caraibe            |                         |                |                                           |
| 3 septembrie 2011  | Nassau                  | Bahamas        | Atlantis Paradise @ Grand Ballroom        |
| 8 septembrie 2011  | San Juan                | Puerto Rico    | Jose Miguel Agrelot Coliseum              |
| Europa             |                         |                |                                           |
| 15 septembrie 2011 | Baden-Baden             | Germania       | Festspielhaus Baden-Baden                 |
| America de Nord    |                         |                |                                           |
| 23 septembrie 2011 | Las Vegas, Nevada       | MGM Grand      |                                           |
| Europa             |                         |                |                                           |
| 3 octombrie 2011   | Valby                   | Danemarca      | Valby-Hallen                              |
| 5 octombrie 2011   | Hamburg                 | Germania       | Alsterdorfer Sporthalle                   |
| 6 octombrie 2011   | Berlin                  | Germania       | Max-Schmeling-Halle                       |
| 8 octombrie 2011   | München                 | Germania       | [Zenith                                   |
| 10 octombrie 2011  | Milano                  | Italia         | Mediolanum Forum                          |
| 12 octombrie 2011  | Viena                   | Austria        | Wiener Stadthalle                         |
| 13 octombrie 2011  | Zürich                  | Elveția        | Hallenstadion                             |
| 15 octombrie 2011  | Oberhausen              | Germania       | König Pilsener Arena                      |
| 16 octombrie 2011  | Frankfurt               | Germania       | Jahrhunderthalle                          |
| 17 octombrie 2011  | Esch-sur-Alzette        | Luxemburg      | Rockhal                                   |
| 19 octombrie 2011  | Bruxelles               | Belgia         | Forest National                           |
| 20 octombrie 2011  | Paris                   | France         | Zénith de Paris                           |
| 21 octombrie 2011  | Nantes                  | France         | Le Zénith                                 |
| 23 octombrie 2011  | Londra                  | Anglia         | Brixton Academy                           |
| 31 octombrie 2011  | Glasgow                 | Scoția         | Scottish Exhibition and Conference Centre |
| 1 noiembrie 2011   | Nottingham              | Anglia         | Capital FM Arena                          |
| 2 noiembrie 2011   | Manchester              | Anglia         | O2 Apollo                                 |

## În deschidere
- Diafrix  Australia și Noua Zeelandă
- Mayer Hawthorne
- Donis
- Janelle Monáe (America de Nord - Hooligans in Wonderland)[7]
- Also sprach Zarathustra"[8]
- Skylar Grey
- Natalia Kills

## Listă de piese
1. „The Other Side”
2. Top of the World
3. "Money (That's What I Want)" (cover după Barrett Strong)
4. „Billionaire”
5. „Our First Time”
6. „Billie Jean” (cover după Michael Jackson)
7. „Seven Nation Army” (cover după The White Stripes)
8. „Marry You”
9. „The Lazy Song”
10. „Count on Me”
11. „Nothin' on You”
12. „Just the Way You Are”
13. „Grenade” (bis)